# 시사인터뷰 오늘
《시사인터뷰 오늘》은 광주MBC 표준FM(AM 819kHz, 표준FM 93.9MHz)과 유튜브에서 평일 아침 8시 5분에 방송되었던 시사·정보 프로그램이다.
| 광주MBC 표준FM 평일 프로그램 |                              |                           |
| 이전                         | 시사인터뷰 오늘 1부          | 다음                      |
| MBC 아침종합뉴스 광주·전남   | 시사인터뷰 오늘 1부          | 이진우의 손에 잡히는 경제 |
| 아침 8시 ~ 아침 8시 5분      | 아침 8시 5분 ~ 아침 8시 30분 | 아침 8시 30분 ~ 아침 9시  |
|                              |                              |                           |